# Elsy Jacobs
Elsy Jacobs (4 de marzo de 1933-27 de febrero de 1998) fue una deportista luxemburguesa que compitió en ciclismo en las modalidades de ruta y pista. Ganó dos medallas en el Campeonato Mundial de Ciclismo en Ruta, oro en y bronce en 1961, y una medalla de plata en el Campeonato Mundial de Ciclismo en Pista de 1959.

## Medallero internacional
| Campeonato Mundial | Campeonato Mundial | Campeonato Mundial | Campeonato Mundial |
| Año                | Lugar              | Medalla            | Competición        |
| ------------------ | ------------------ | ------------------ | ------------------ |
| 1958               | Reims (Francia)    | Medalla de oro     | Ruta               |
| 1961               | Berna (Suiza)      | Medalla de bronce  | Ruta               |

| Campeonato Mundial | Campeonato Mundial       | Campeonato Mundial | Campeonato Mundial     |
| Año                | Lugar                    | Medalla            | Competición            |
| ------------------ | ------------------------ | ------------------ | ---------------------- |
| 1959               | Ámsterdam (Países Bajos) | Medalla de plata   | Persecución individual |